# Cethosia methypsea
Cethosia methypsea är en fjärilsart som beskrevs av Butler 1879. Cethosia methypsea ingår i släktet Cethosia och familjen praktfjärilar. Inga underarter finns listade i Catalogue of Life.